# Selim I. Surovi
Selim I. (osmanskoturško سليم اول, latinizirano: I.Selim Yavuz, turško Birinci Selim; 1470/1471 – 22. september 1520), znan tudi kot Selim I. Surovi, je bil deveti sultan Osmanskega cesarstva od leta 1512 do 1520. Bil je strog vladar, zato si je prislužil vzdevek »Surovi« ali turško »Yavuz«. V času njegovega vladanja se je ozemlje Osmanskega cesarstva razširilo na ozemlje Sirije, Hidžaza in Egipta ter se tako povečalo za kar 70 %. Osmane pa je povzdignil v voditelje muslimanskega sveta. Bil je prvi sultan, ki je pridobil naziv kalif islama.

## Življenje
Selim I. je bil rojen v Amasyi (severna Turčija) okoli leta 1470 kot najmlajši sin Bajazida II. Očeta Bajazida naj bi nasledil Selimov brat Sehzade Ahmet, a se je Selim uprl in začeli so se nasledstveni boji med sinovoma. Leta 1512 je Selim s podporo janičarjev prisilil očeta k odstopu.
Velja za enega najuspešnejših in spoštovanih sultanov v Osmanskem cesarstvu. Bil je visok, močan, pogumen, vendar kljub svoji moči zelo skromen; med drugim je pisal tudi pesmi. Med svojo vladavino je trdo delal: načrtoval je boje in polnil blagajno z zlatom. Odličen je bil v sabljanju, lokostrelstvu in rokoborbi.
Umrl je star okoli 50 let v svojem devetem letu vladavine. Podlegel naj bi antraksu oz. vraničnemu prisadu, kožni okužbi, ki se je razvila z jezdenjem konjev. Obstajajo še druge teorije o njegovi smrti; da naj bi umrl zaradi raka, kuge ali pa da ga je zastrupil njegov zdravnik.
Nasledil ga je njegov sin Sulejman I. Veličastni.

## Osvajanje Bližnjega vzhoda

### Safavidsko cesarstvo
Prvi izziv, ki ga je čakal kot novi sultan, je bilo rivalstvo z Ismailom I. Do leta 1510 je Ismail pripeljal Safavide do moči, saj je osvojil celoten Iran in Azerbajdžan, Mezopotamijo, Armenijo, Veliki Horasan, vzhodno Anatolijo ter južni Dagestan. Za državno vero je določil šiizem in s tem predstavljal veliko grožnjo svojim sunitskim sosedom na zahodu.
Leta 1514 je Selim I. napadel Ismailovo kraljestvo, da bi preprečil širjenje šiizma v Osmansko cesarstvo. Pred napadom sta si Selim in Ismail izmenjala vrsto agresivnih pisem. Selim I. je nato slavil v bitki pri Čaldiranu. Ismailova vojska je bila mobilnejša, vojaki so bili bolj pripravljeni, vendar so vseeno prevladali Osmani, ki so imeli modernejše orožje. Po zmagi je Selim zavzel safavidsko prestolnico Tabriz.

### Sirija, Palestina, Egipt in Arabski polotok
Selim je kasneje napadel še Mameluški sultanat in Mameluke porazil najprej v bitki pri Marj Dabiku ter v bitki pri Rejdaniji. Tako je k svojemu cesarstvu priključil celoten sultanat, Sirijo, Hidžaz in Egipt. S tem je lahko osmansko moč razširil še na muslimanski sveti mesti Meko in Medino (prej pod egipčansko oblastjo) ter prejel naziv Khadim ul-Haramayn ali služabnik dveh svetih mest.

## Nazivi
Po zavzetju kalifata je Selim I. prevzel naziv Malik ul-Barreyn, wa Khakan ul-Bahrayn, wa Kasir ul-Jayshayn, wa Khadim ul-Haramayn – kar pomeni kralj dveh dežel (Evropa in Azija), kagan dveh morij (Sredozemsko morje in Indijski ocean), zmagovalec dveh vojsk (evropska in safavidska vojska) in služabnik dveh svetih mest (Meka in Medina).